# Max Birkenmaier
Max Birkenmaier  (* 17. November 1915 in Zürich; † 25. Februar 2002 ebenda)  war ein Schweizer Bauingenieur.
Birkenmaier war der Sohn eines Werkführers in einer Möbelfabrik, absolvierte eine Zimmermannslehre und studierte 1936 bis 1940 Bauingenieurwesen an der ETH Zürich. Danach arbeitete er im Grundbau bei Giovanni Rodio, der ihn auch weiter förderte.
Birkenmaier entwickelte mit Antonio Brandestini und Mirko Roš Betonfertigteile (Stahltonbretter für Decken und Stürze) und um 1950 das Spannbeton-Verfahren BBR sowie (mit dem Metallurgen Kurt Vogt) BBRV. Es wurde weltweit lizenziert über die von Birkenmaier und Kollegen 1945 gegründete Stahlton AG, deren Direktor Birkenmaier war. Ausserdem vertrieb er mit seinem Unternehmen Erd- und Felsanker.
Er war 1960 bis 1964 Präsident der Fachgruppe Brückenbau und Hochbau des Schweizerischer Ingenieur- und Architektenvereins (SIA) und 1962 bis 1969 Vorsitzender von deren Normenkommission 162 (Stahlbeton, Spannbeton).
1969 verlieh ihm die ETH Zürich ihre Ehrendoktorwürde. 1982 erhielt er die Freyssinet-Medaille der Fédération internationale de la Précontrainte, in deren Präsidium er war. Er war Ehrenmitglied des SIA.